# Socialismo rivoluzionario
Il socialismo rivoluzionario è una ideologia politica che identifica la componente rivoluzionaria del socialismo, sia in movimenti socialisti non marxisti, come il Partito Socialista Rivoluzionario russo o come i sostenitori delle posizioni di Babeuf, sia in movimenti marxisti. I movimenti marxisti consiliaristi invece rivendicano una rivoluzione democratica.

## Storia
Ventiquattro anni dopo la scrittura del Manifesto del Partito Comunista, Karl Marx e Friedrich Engels ammisero che nei Paesi sviluppati "il lavoro può raggiungere il suo obiettivo con mezzi pacifici". Lo studioso marxista Adam Schaff ha sostenuto che Marx, Engels e Lenin hanno espresso tale visione "in molte occasioni". Al contrario, la visione blanquista evidenzia il rovesciamento con la forza delle élite al potere nel governo da parte di una minoranza attiva di rivoluzionari, che poi procedono a implementare il cambiamento socialista, ignorando lo stato di preparazione della società nel suo complesso e la massa della popolazione in particolare, per il cambiamento rivoluzionario. Nel 1875 fu redatto il Programma di Gotha, che suscitò diverse critiche da parte di Marx; egli cita la dittatura del proletariato come primo periodo della rivoluzione.
Il punto di vista riformista è stato introdotto nel pensiero marxista da Eduard Bernstein, uno dei leader del Partito Socialdemocratico di Germania (SPD). Dal 1896 al 1898, Bernstein ha pubblicato una serie di articoli intitolati "Probleme des Sozialismus" ("Problemi del socialismo"). Questi articoli hanno portato ad una discussione sul revisionismo nel SPD, e possono essere visti come le origini di una tendenza riformista all'interno del marxismo. Nel 1900, Rosa Luxemburg scrisse la "Sozialreform oder Revolution?" (Riforma sociale o rivoluzione?), una polemica contro le posizioni di Bernstein. Ad attaccare le idee di Eduard è stato anche Lenin, che espose il suo dissenso nella pubblicazione "Che fare?". Quando Bernstein propose le sue idee all'SPD, la maggior parte di esso le respinse.

## Nel mondo

### In Italia
In Italia, alla fine dell'Ottocento, cominciò a formarsi una corrente socialista rivoluzionaria che si distinse sia dall'anarchismo insurrezionale sia dal socialismo riformista e dall'operaismo milanese. Nell'estate del 1881, per opera di Andrea Costa, venne costituito il Partito Socialista Rivoluzionario di Romagna, dopo Partito Socialista Rivoluzionario Italiano che ebbe una scarsa influenza e un percorso breve, sia pure significativo. Nel 1891, a Capolago in Svizzera si svolse il Congresso dei socialisti anarchici rivoluzionari, che scaturì nelle rivolte del 1º maggio.
Con il nuovo secolo la corrente socialista rivoluzionaria italiana operò all'interno del Partito Socialista Italiano e del sindacalismo rivoluzionario, senza però mai diventare un'area organizzata o chiaramente riconoscibile. Per il socialismo rivoluzionario, tra gli altri, passò anche lo stesso Benito Mussolini, prima della sua virata interventista nel 1914.